# Eckernfördebukten

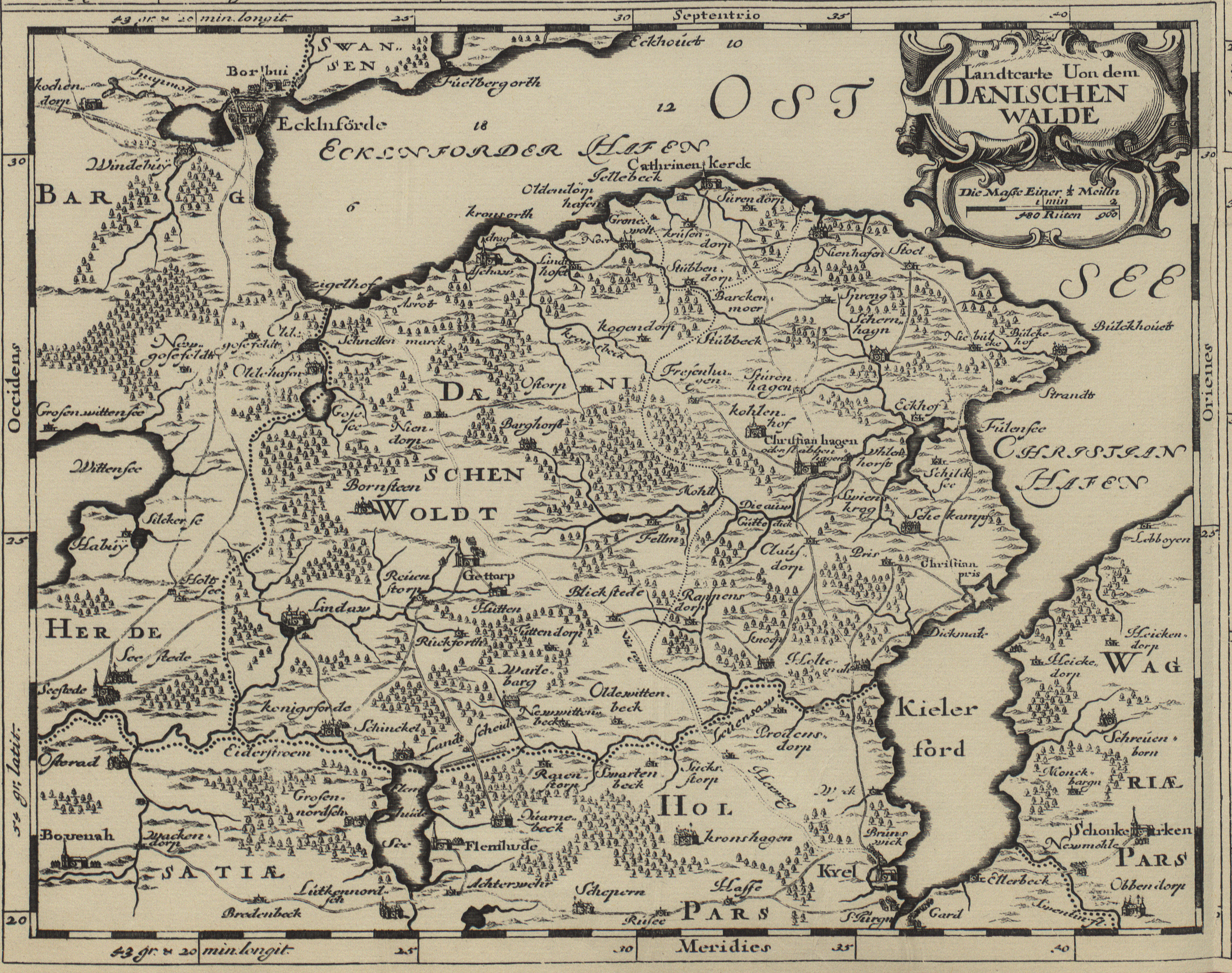
Eckernfördefjorden och Kielfjorden, 1652.

Eckernfördebukten även Eckernfördefjorden  (på tyska Eckernförder Bucht eller Eckernförder Meerbusen, på danska Egernførde Fjord, Egernførde Bugt eller Egernfjord Bugt) är en cirka 16 kilometer lång bukt av Östersjön i Schleswig-Holstein, Nordtyskland.  Eckenfördebukten är tillsammans med Flensburgfjorden, Slien  och Kielfjorden en fjord av Kielbukten. Längs inne i Eckenfördebukten ligger staden Eckernförde som gav bukten sitt namn.

## Geologi
Bukten formades av en glaciärtunga under Weichsel-istiden för cirka 120 000 till 10 000 år sedan. En del geologer menar dock att buktens djupa fåra redan fanns innan senaste istiden. Längs inne i bukten bildades ett haff (en sorts lagun kallad Windebyer Noor) och på den smala landtungan mellan lagunen och bukten uppstod staden Eckernförde. Strändernas utseende påverkas av bränningar, som  vid nordost- och sydvästvindar kan bli häftiga. Parallellt till stranden finns ett antal sandbankar i vattnet.

## Städer och hamnar
Eckernfördebukten ligger helt inom Kreis Rendsburg-Eckernförde. Längs norra stranden återfinns Gemeinden  Waabs och Barkelsby och vid södra sidan ligger Schwedeneck, Noer och Altenhof. Huvudorten är staden Eckernförde med cirka 21 800 invånare (31 december 2012). Här återfinns buktens enda hamnanläggningar bestående av stadshamnen för yrkesändamål, en militärhamn och två fritidshamnar. En boj kallad ”Ringelnatter” (officiell: Reede-Tonne) är gränsmarkeringen i bukten för samtliga hamnar i Eckernförde och vägvisare för större fartyg in till staden.

## Ekonomi
Eckernfördebukten är ett populärt semestermål. Huvudattraktionen är Eckernfördes sandstrand som lockar till bad och promenader. Kring bukten finns elva campingplatser. Delar av Kieler Woches seglarregattor arrangeras på Eckernfördebukten. På flera platser runt bukten ligger militära anläggningar för tyska Bundeswehr.

## Bilder

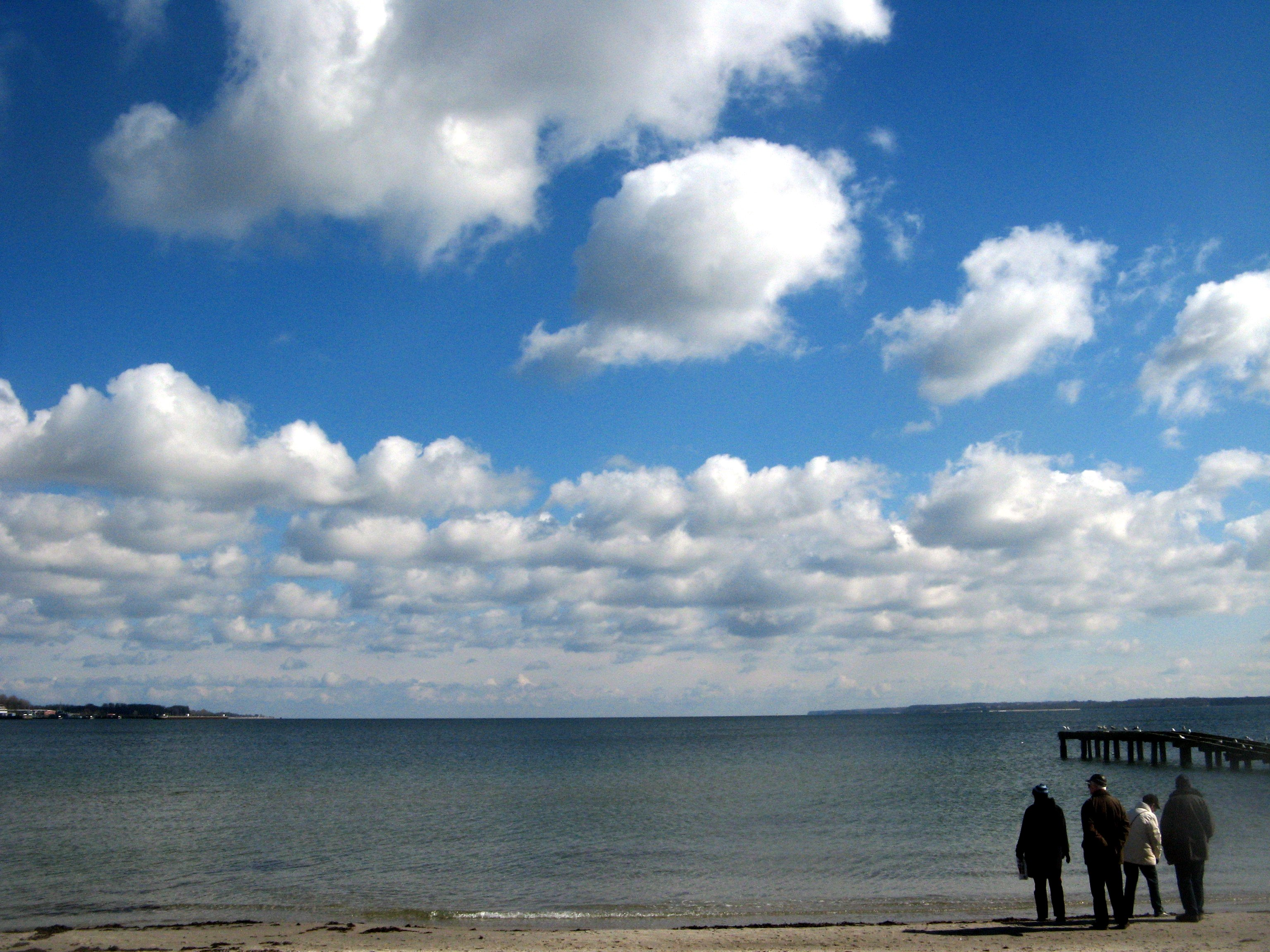
Vy över Eckernfördebukten från Eckernförde, 2008
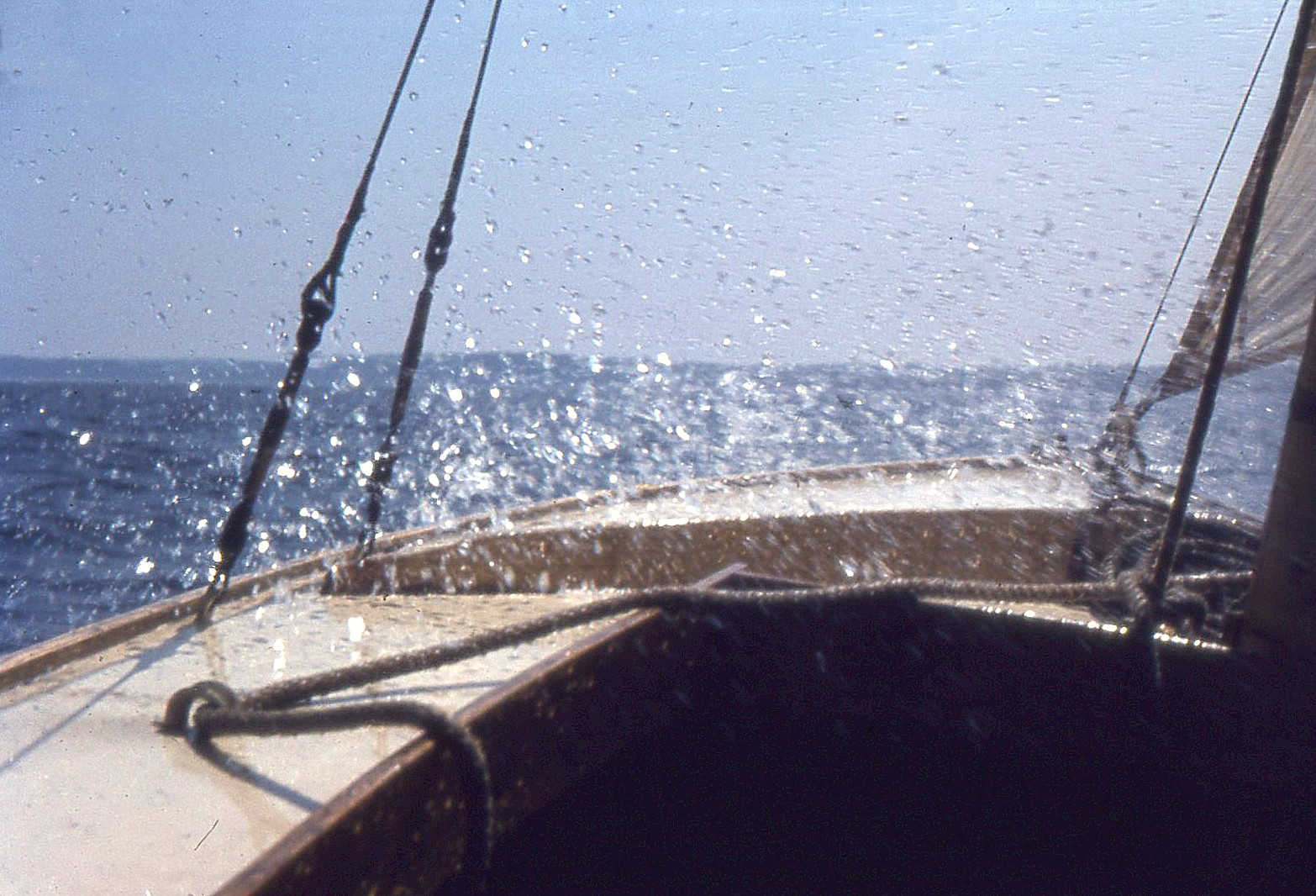
Med segelbåt på Eckernfördebukten, 1963
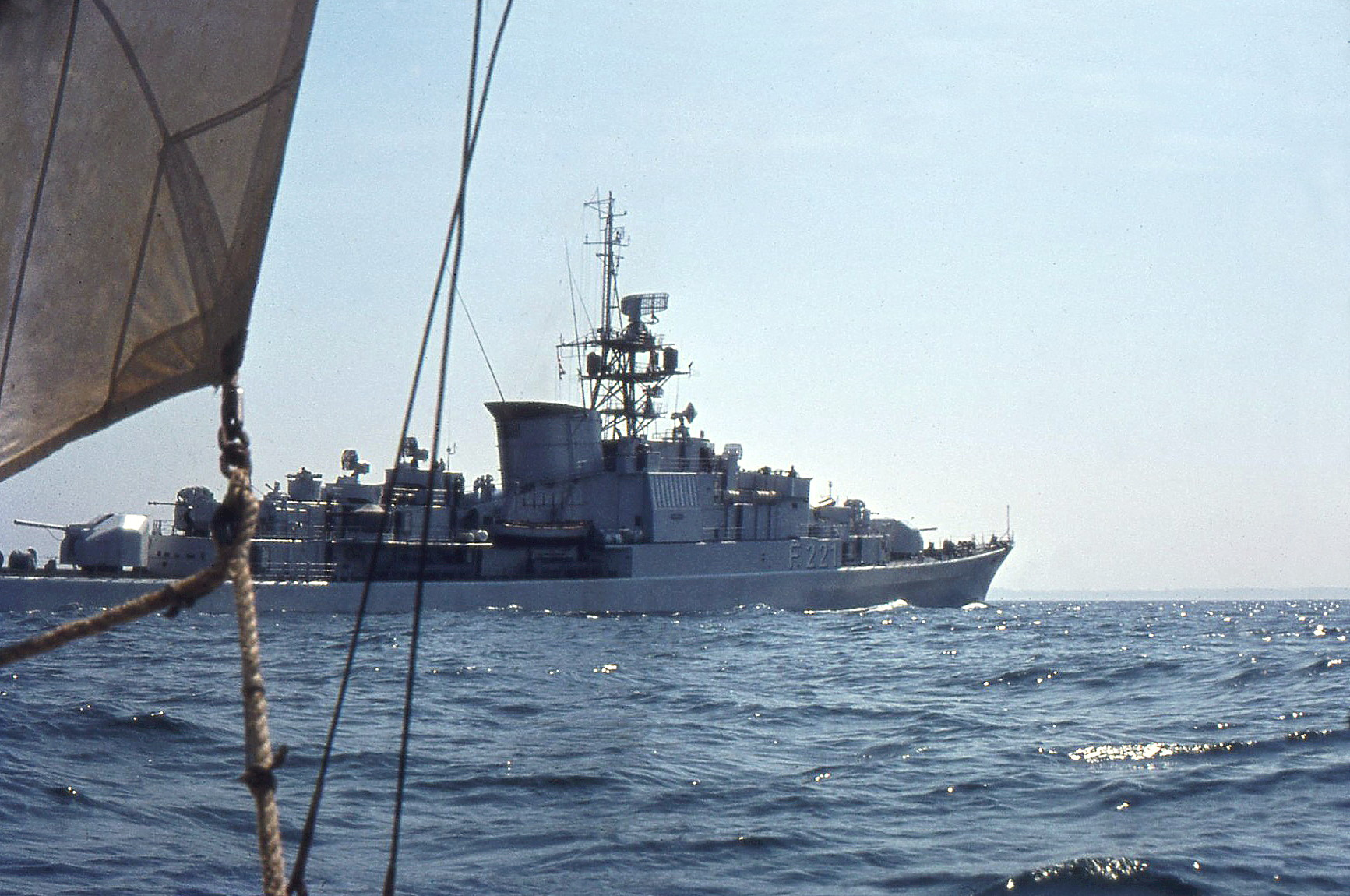
Tyska fregatten F 221 på Eckernfördebukten, 1963
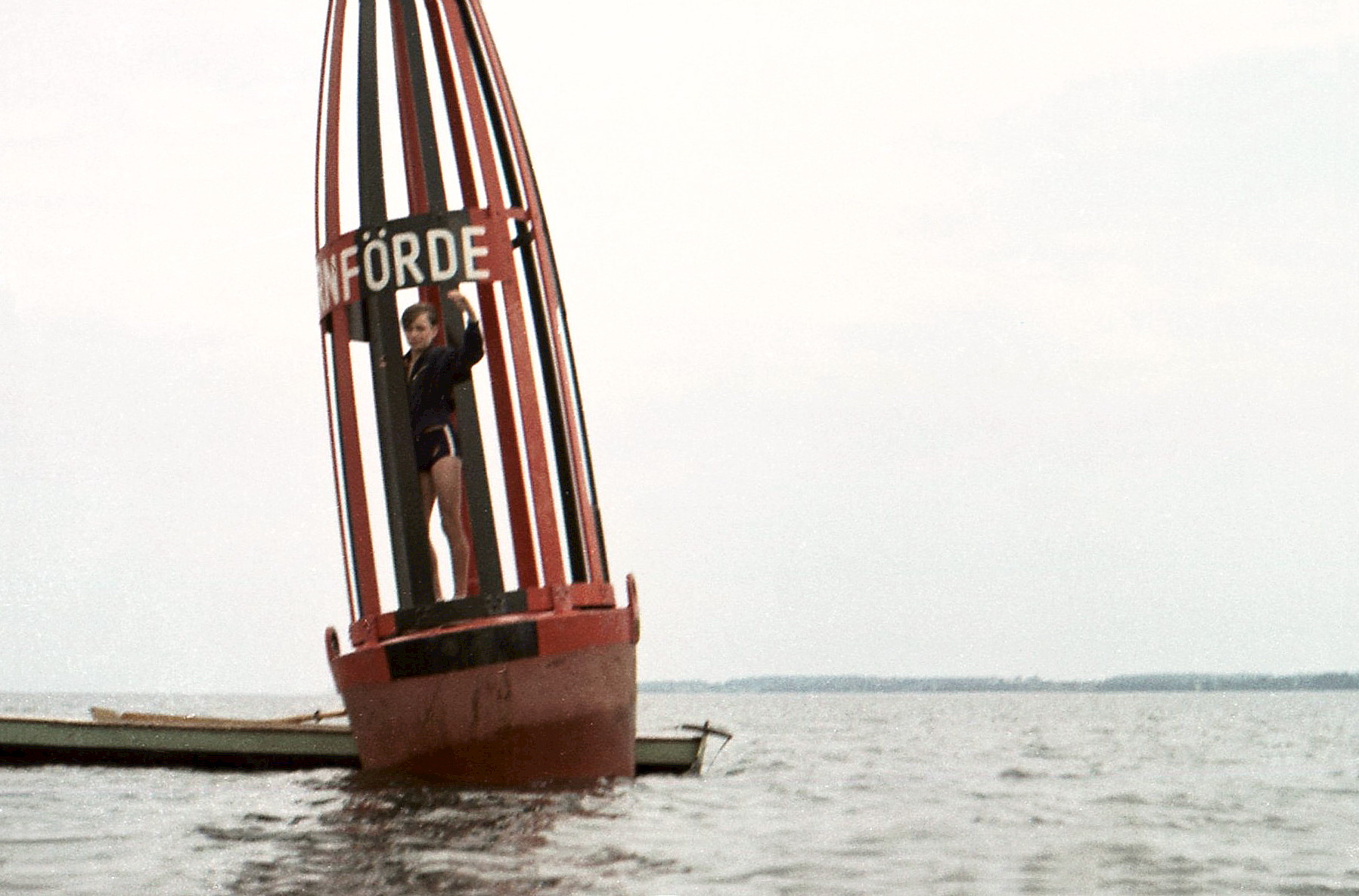
Bojen "Ringelnatter" i Eckernfördebukten, 1952